# Championnat Superrace 2023
Navigation
2022 2024
Le championnat de championnat Superrace 2023 est la 18e saison de Championnat de Superrace, elle se déroulera en 8 manches sur 4 tracés différents.

## Calendrier
| Manche | Évènement                | Circuit                         | Date               | Carte |
| ------ | ------------------------ | ------------------------------- | ------------------ | --- |
| 1      | Super Exciting Superrace | Everland Speedway               | 22 Avril           | [[Fichier:South Korea adm location map.svg\|200px\|{{#if:\|{{{alt}}}\|Championnat Superrace 2023 est dans la page Corée du Sud .]]Everland KIC Inje |
| 2      | Super Exciting Superrace | Everland Speedway               | 23 Avril           | [[Fichier:South Korea adm location map.svg\|200px\|{{#if:\|{{{alt}}}\|Championnat Superrace 2023 est dans la page Corée du Sud .]]Everland KIC Inje |
| 3      | Asia Motorsport Carnival | Korea International Circuit     | 4 Juin             | [[Fichier:South Korea adm location map.svg\|200px\|{{#if:\|{{{alt}}}\|Championnat Superrace 2023 est dans la page Corée du Sud .]]Everland KIC Inje |
| 4      | Inje Night Race          | Inje Speedium                   | 8 Juillet          | [[Fichier:South Korea adm location map.svg\|200px\|{{#if:\|{{{alt}}}\|Championnat Superrace 2023 est dans la page Corée du Sud .]]Everland KIC Inje |
| 5      | Summer Festival          | Everland Speedway Western Short | 19 au 20 Août      | [[Fichier:South Korea adm location map.svg\|200px\|{{#if:\|{{{alt}}}\|Championnat Superrace 2023 est dans la page Corée du Sud .]]Everland KIC Inje |
| 6      | Jeonnam GT               | Korea International Circuit     | 23 au 24 Septembre | [[Fichier:South Korea adm location map.svg\|200px\|{{#if:\|{{{alt}}}\|Championnat Superrace 2023 est dans la page Corée du Sud .]]Everland KIC Inje |
| 7      |                          | Everland Speedway               | 4 Novembre         | [[Fichier:South Korea adm location map.svg\|200px\|{{#if:\|{{{alt}}}\|Championnat Superrace 2023 est dans la page Corée du Sud .]]Everland KIC Inje |
| 8      | 5 Novembre               | Everland Speedway               |                    | [[Fichier:South Korea adm location map.svg\|200px\|{{#if:\|{{{alt}}}\|Championnat Superrace 2023 est dans la page Corée du Sud .]]Everland KIC Inje |
| Source |                          |                                 |                    | |

## Écuries et Pilotes

### Super 6000
La catégorie étant monomarque, toutes les équipes possèdent au moins une Toyota GR Supra équipé d'un V8 de 6,2L produit par Général Motors pouvant produire 460ch.
| Équipes                   | No. | Pilotes             | Pneus | Manches     |
| ------------------------- | --- | ------------------- | ----- | ----------- |
| AMC Racing                | 03  | Takayuki Aoki       | K     | 1-2, 6      |
| AMC Racing                | 27  | Carlo van Dam       | K     | 3-5         |
| AMC Racing                | 78  | Jung Kyunghun       | K     | 6-8         |
| AMC Racing                | 99  | "Tony" Seo Seokhyun | K     | 1-3, 5, 7-8 |
| Nexen-Vollgas Motorsports | 04  | Jung Euichul        | Nexen | 1-2, 4-8    |
| Nexen-Vollgas Motorsports | 44  | Kim Jaehyun         | Nexen | 1-2, 4-8    |
| Seohan GP                 | 05  | Kim Joongkun        | Nexen | Toutes      |
| Seohan GP                 | 06  | Jang Hyunjin        | Nexen | Toutes      |
| Seohan GP                 | 07  | Jeong Hoewon        | Nexen | Toutes      |
| Jun-Fitted Racing         | 12  | Hwang Jinwoo        | K     | Toutes      |
| Jun-Fitted Racing         | 77  | Park Jungjun        | K     | Toutes      |
| ECSTA Racing              | 18  | Lee Chanjoo         | K     | Toutes      |
| ECSTA Racing              | 24  | Lee Changuk         | K     | Toutes      |
| ECSTA Racing              | 55  | Hiroki Yoshida      | K     | 1-2         |
| ECSTA Racing              | 88  | Song Youngkwang     | K     | 3-8         |
| L&K Motors                | 22  | Lee Eunjung         | K     | 1-2, 5-8    |
| L&K Motors                | 32  | Son Inyoung         | K     | 1-2         |
| CJ Logistics Racing       | 36  | Park Junseo         | Nexen | Toutes      |
| CJ Logistics Racing       | 50  | Oh Hansol           | Nexen | Toutes      |
| Brand New Racing          | 38  | Park Gyuseung       | K     | Toutes      |
| Brand New Racing          | 87  | Lee Hyojun          | K     | Toutes      |
| Sources,:                 |     |                     |       |             |

Départ
- Le 12 Mars, à 22h 09 un incendie ravage l'usine de production du manufacturier Hankook à Daejon, ce qui a affecté la présence du géant pneumatique se retirant donc cette saison. Les équipes qui étaient équipées de ces pneus ont du changer de manufacturier ainsi Vollgas Motorsports passe chez Nexen rejoignant Seohan GP et CJ Logistics Racing qui quitte Kumho.Et Jun-Fitted Racing rejoint Kumho[4].
- L'incident de Daejon causera aussi l'abscence de l'équipe championne en titre, AtlasBX Motorsports qui participera au 24H Series avec ses 4 pilotes de la saison dernière (Kim Jongkyum, Steven Cho, Roelof Bruins et Yang Yonghyeok) plus Noh Donggi sur une Mercedes-AMG GT4[5].